# Juan López Campillo
Juan López Campillo (Valle de Liendo, Cantabria, 18 de septiembre de 1785 - Francia, 2 de noviembre de 1832) fue un destacado guerrillero de la Guerra de la Independencia Española. Participó en 72 acciones bélicas entre 1808 y 1813 repartidas por toda la zona centro-norte peninsular, desde Navarra y La Rioja, hasta Burgos y el occidente cántabro, alcanzando el rango de Coronel.

## Biografía
Fue hijo de Juan López y López y Juana del Campillo, oriundos y vecinos del Valle de Liendo, tuvo una hermana y dos hermanos, que al igual que él, se dedicaron a la guerra. El 5 de enero de 1805 Juan López Campillo (Campillo) comenzó como empleado en el resguardo de Rentas de Santander.
El 21 de junio de 1808 tomó parte en la acción del Escudo, en la que causó numerosas bajas a los imperiales, anuncio de las muchas que durante la guerra debería producirlos. Pronto su guerrilla se vio aumentada por multitud de jóvenes, recibiendo el nombre de tiradores de Cantabria. Las necesidades de la guerra lo llevaron a La Rioja a unirse con la guerrilla de Cuevillas.
En el ataque de Santo Domingo de la Calzada mató a 10 franceses. Asistió a la toma de Haro, el ataque de Logroño ya la acción de Puente la Reina, siendo ascendido a sargento y luego a oficial el 12 de octubre de 1809, en premio a sus méritos y servicios. De regreso a Santander libra varios pueblos del control imperial, realiza ataques en Laredo, Ramales, Castro Urdiales, alcanzando el grado de capitán, y acompaña a Porlier —como uno de sus principales auxiliares— en la reconquista de Santoña.
Al principio de 1811 la guerrilla de Campillo fue agregada al 7.º Ejército que comandaba el general Gabriel de Mendizabal, sin que por ello perdiera su libertad de acción. Engrosada con 800 hombres enviados por Renovales, la guerrilla persiguió y batió a los imperiales en el santuario de Bien Aparecida, las localidades de Bustablado y San Roque, el valle de Carranza, el Consejo de Sopuerta, el valle del Miera, el puente de Somorrostro y Gordejuela —donde lucharon 2000 franceses, contra 400 guerrilleros—. Poco después en el combate de Zaldi (30 de noviembre), los imperiales fueron completamente derrotados, haciendo un gran número de prisioneros.
Nuevas y exitosas acciones en 1812 en La Cavada, Liendo, Laredo, Candina, Marrón, pueblos de la provincia de Santander, consolidaron su fama de militar estratégico y caudillo valiente. Después de asistir en los últimos meses de ese año en la reconquista de Santander con el comodoro inglés Popham, los combates de Torrelavega, Sodupe y Marrón, Campillo ascende a coronel el 24 de septiembre; salvó las villas de Colindres y Laredo, recibiendo un disparo que le atravesó un muslo, diciéndole en su comunicado a Mendizabal:

«Espero que no sea muy largo el restablecimiento de mi herida, que confío les saldrá muy cara.»

Profecía que se cumplió, del 21 al 24 de marzo de 1813 desalojó con su regimiento a los destacamentos enemigos que sostenían los puntos de la Nación y Brusco, resguardando con la mayor inteligencia sus huestes de las baterías que los franceses habían establecido en Santoña. 
Ya en 1814, al mando del comandante general Juan José San Llorente, combatió a los franceses que ocupaban los fuertes de Santoña, que fueron al fin desalojados con el final de la contienda.